# Chantal Poullain
Chantal Poullain (* 17. srpna 1956 Marseille) je česká divadelní a filmová herečka francouzského původu. Vystudovala divadelní akademii v Ženevě, poté studovala v Anglii, hrála v několika francouzských a švýcarských televizních filmech.
Byla vdaná za Bolka Polívku, se kterým má syna Vladimíra Polívku. V České republice bydlela v Brně, nyní žije v Praze.
Je zakladatelkou a prezidentkou nadace Archa Chantal.
Od osmdesátých let se společně s Bolkem Polívkou objevovala na scéně Divadla Na Provázku v legendární inscenaci Šašek a královna, se kterou se představili i na řadě zahraničních scén. Od roku 1993 byla tato hra uváděna na scéně Divadla Bolka Polívky. Hostovala v Klicperově divadle v Hradci Králové v představení Romeo a Julie, Antilopa a Mistr a Markétka. V Divadle Ungelt účinkovala ve hrách Hra o manželství, Šest tanečních hodin v šesti týdnech, Na vaše riziko! a Kurtizána. Od roku 2017 spolupracuje s Divadlem Bolka Polívky (Šest tanečních hodin v šesti týdnech, Rebelky).
Kromě divadelní činnosti aktivně vystupuje se svými chansony za doprovodu kapely saxofonisty Štěpána Markoviče.
Roku 2023 jí bylo uděleno nejvyšší francouzské státní vyznamenání Řád čestné legie, za její dlouhodobé obohacování české a francouzské kultury navzájem a trvalé přispívání k šíření francouzské kultury v Čechách.

## Filmografie
- Šašek a královna (1987)
- Kopytem sem, kopytem tam (1988)
- Konec starých časů (1989)
- Don Gio (1992)
- Hrad z písku (1994)
- Suzanne (1996)
- Král Ubu (1996)
- Na zámku (televizní film, 2000)
- Zpověď Ungelt (krátký film FAMU, 2000)
- Vyhnání z ráje (2001)
- Adam a Eva 2001 (televizní film, 2001)
- Malvína (televizní pohádka, 2003)
- Blízko nebe (středometrážní, 2005)
- Gympl s (r)učením omezeným (seriál, 2013)
- Ordinace v růžové zahradě (seriál, 2017–2019)
- Jedna rodina (seriál, 2024)

## Divadelní role
- Šašek a královna
- Seance
- Terapie
- Romeo a Julie
- Antilopa
- Mistr a Markéta
- Lucerna
- Hra o manželství
- Play Strinberg
- Ráno když vstávám

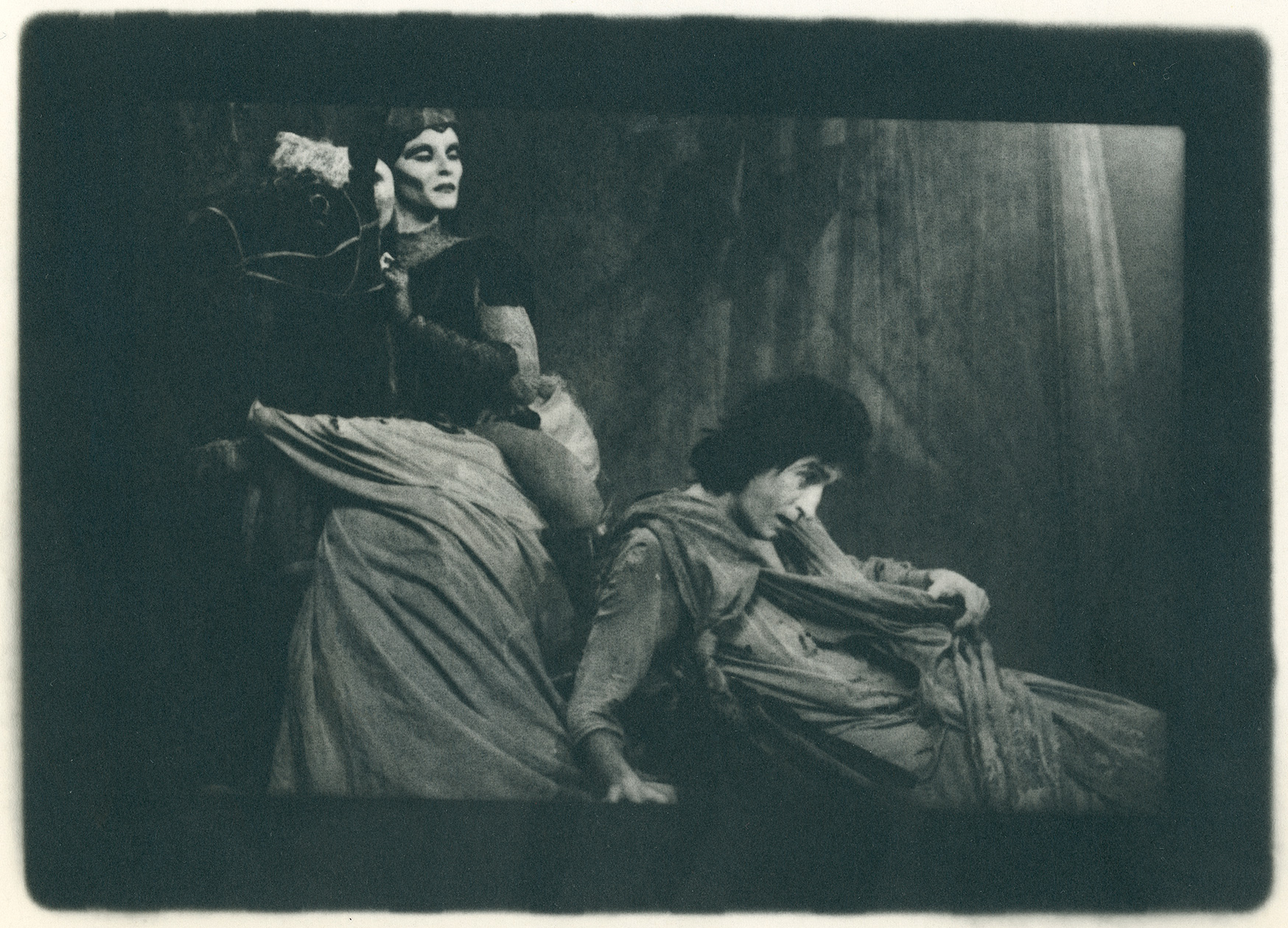
Záběr z představení Šašek a královna, 1983
fotografie: Jaroslav Krejčí

- Šest tanečních hodin v šesti týdnech
- Sklenice vody
- Kurtizána
- Ať žijí duchové
- The Naked Truth – Odhalená pravda
- Rebelky

## Diskografie
- Chansons (Indies Happy Trails, 2009)
– obsahuje 10 francouzsky zpívaných šansonů a česky zpívaný duet s Oldřichem Kaiserem Co s námi bude dál[6][7]